# Gesundbrunnen (Hofgeismar)

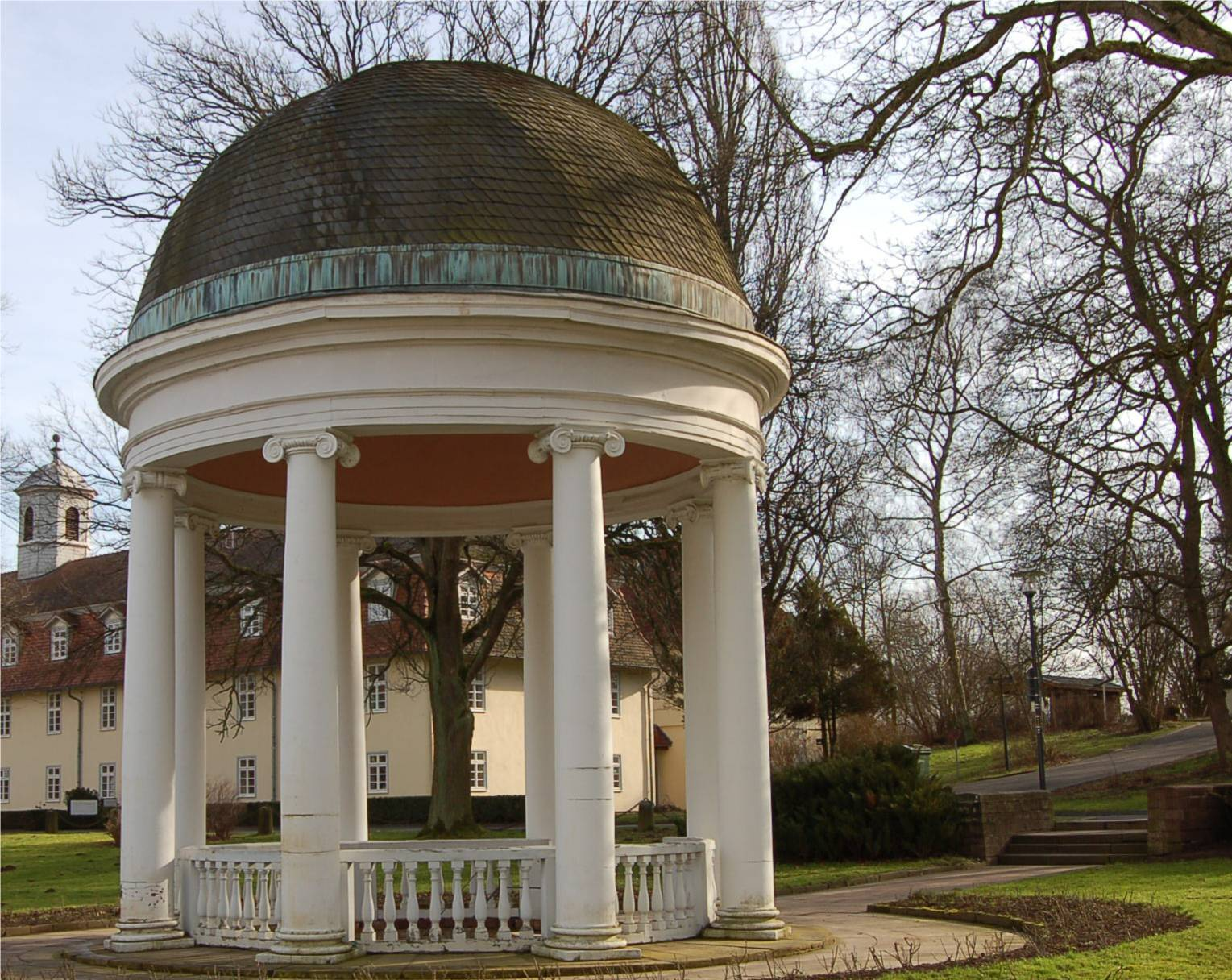
Tempel am Gesundbrunnen

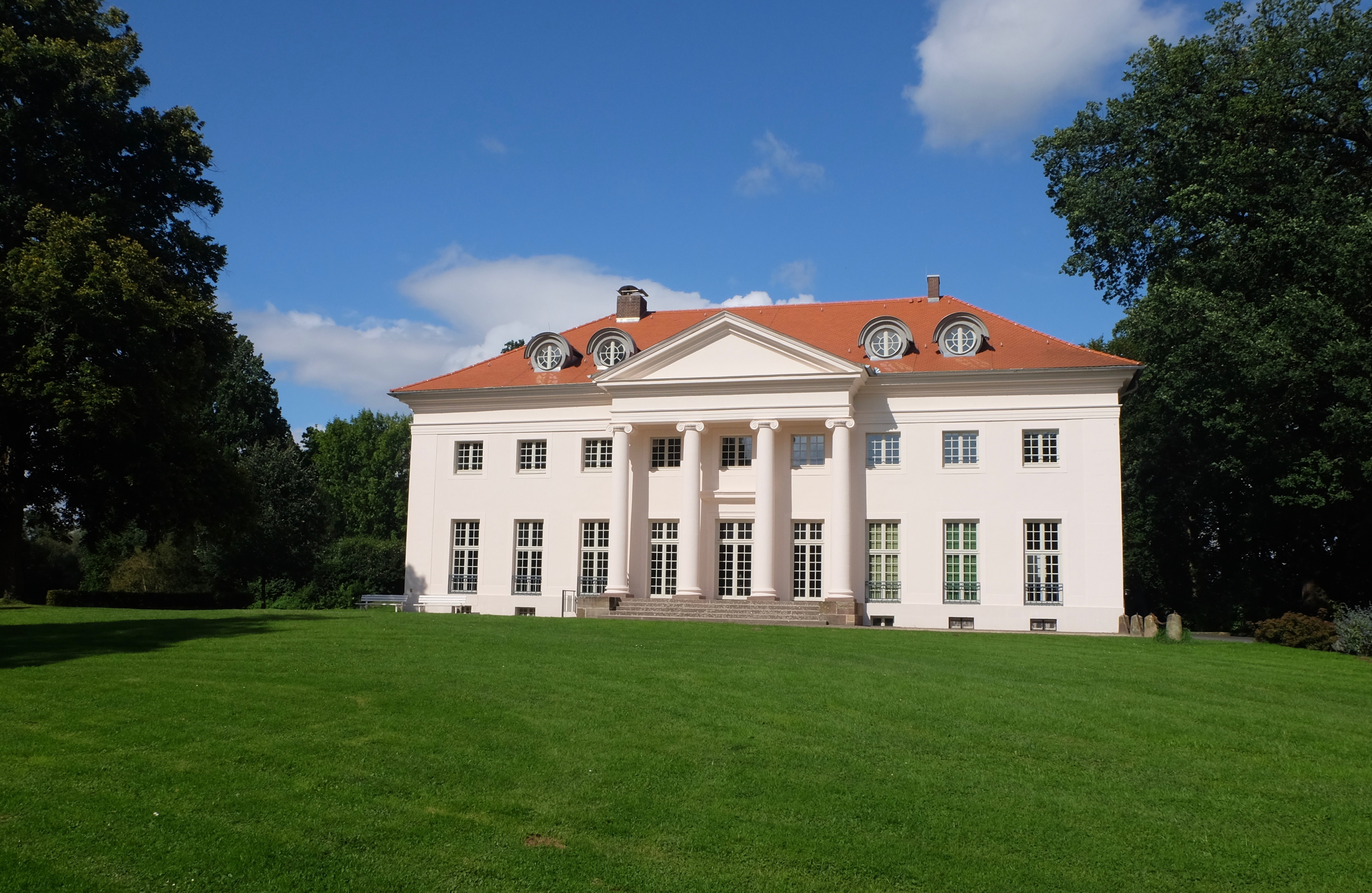
Das Schlösschen Schönburg

Gesundbrunnen ist ein Ortsteil von Hofgeismar in Hessen. Der Ortsteil wurde benannt nach einer im 18. Jahrhundert erschlossenen Heilquelle.

## Hessisches Staatsbad
Die Heilquelle des „Sulteborns“ wurde der Überlieferung zufolge 1639 während des Dreißigjährigen Kriegs durch einen verwundeten Soldaten entdeckt.
Das hessische Staatsbad Gesundbrunnen wurde 1701 durch Landgraf Karl von Hessen-Kassel gegründet, der hier seine in Bad Pyrmont gesammelten Erfahrungen über den Betrieb von Mineralquellen umzusetzen suchte. Als erstes Bauwerk der Anlage entstand 1728 bis 1732 als ältestes Badehaus das Karlsbad, ein verputzter Fachwerkbau mit zwei risalitartigen Vorbauten, Mansarddach und Haubendachreiter.
Unter Wilhelm VIII. entstanden das 1745 vollendete Wilhelmsbad und der Marstall von 1747, unter seinem Sohn Friedrich II. 1770 das gegenüberliegende Friedrichsbad, ehemals mit fürstlicher Wohnung und Galerie. Beide Bauten sind in den gleichen schlichten Formen des Weserbarock mit Mansarddächern, Dreiecksgiebeln und rechtwinklig angesetzten Nebenflügeln ausgeführt.
In Randlage wurde 1787 bis 1790 nach Plänen von Simon Louis du Ry für den Landgrafen Wilhelm IX. das Schlösschen Schönburg („Montcherie“) für den Landgrafen Wilhelm IX., den späteren Kurfürsten Wilhelm I. von Hessen-Kassel, erbaut. Von Simon Louis dy Ry wurde auch 1792 anstelle eines älteren Holzbaus über der Quelle ein runder Brunnentempel mit acht ionischen Säulen errichtet. Der ursprünglich als französischer Garten angelegte Park wurde  unter Landgraf Wilhelm IX zum englischen Landschaftsgarten umgestaltet.

## Evangelische Akademie Hofgeismar
Nach der preußischen Annexion Hessen-Kassels wurde das bisherige Staatsbad Gesundbrunnen 1866 aufgelöst, und die Anlage ist heute Teil des Parks Gesundbrunnen. In den Gebäuden wurde 1891 das hessische Predigerseminar und 1892 das Siechenhaus sowie eine landwirtschaftliche Schule untergebracht.
Eine eigene evangelische Pfarrei Gesundbrunnen wurde 1892 gegründet. Mit der Ausarbeitung eines ersten Projekts für die neue Pfarrkirche wurde 1893 der Kasseler Konsistorialbaumeister Gustav Schönermark beauftragt. Da es sich jedoch um ein staatliches Bauprojekt handelte, wurde seitens der Regierung die Ausführung an Baurat Loebel übertragen, der die Pläne Schönermarks überarbeitete. Der Kirchenbau ist ein schlichter neugotischer dreijochiger Saalbau mit polygonaler Apsis und einem einfachen Turmbau.
Seit 1952 wird das Schlösschen Schönburg von der Evangelischen Akademie Hofgeismar als Teil einer Tagungsstätte genutzt.